# هيروشي إيواي
هيروشي إيواي (باليابانية: 岩井寛) (و. 1931 – 1986 م) هو طبيب نفسي، من اليابان، ولد في طوكيو، توفي عن عمر يناهز 55 عاماً.